# Casio Huaire Chuquichaico
Casio Faustino Huaire Chuquichaico (San José de Quero, 22 de mayo de 1956) es un economista y político peruano. Fue congresista de la república por el Departamento de Junín en el periodo 2011-2016.

## Biografía
Nació en el Distrito de San José de Quero, ubicado en la provincia de Concepción del Departamento de Junín, el 22 de mayo de 1956.
Realizó sus estudios primarios y secundarios en el Distrito de Huachac (que entonces formaba parte de la Provincia de Huancayo) y en el distrito de Manzanares de la provincia de Concepción , respectivamente. Sus estudios superiores de economía los realizó en la Universidad Nacional del Centro del Perú titulándose en 1987. Desde entonces se desempeñó tanto en el sector público como privado, destacando haber ocupado la presidencia de la Sociedad de Beneficencia de Huancayo en 2004 y su labor como promotor y director del Colegio Max Planck en Huancayo desde el año 1999.

## Carrera política
Entre los años 2005 y 2017 fue miembro del partido Perú Posible.

### Congresista
Para las elecciones parlamentarias del 2011, encabezó la lista de candidatos del Departamento de Junín por la Alianza Perú Posible. Culminando los procesos, Huaire resultó elegido como congresista de la república, con 22,699 votos, para el periodo parlamentario 2011-2016.
En el parlamento ejerció como presidente de la Comisión de Economía.
Fue denunciado de no pagar impuestos adeudando 87 mil soles en el 2015. Tras esto, fue investigado por la Comisión de Ética donde luego quedaría archivado la investigación.
Casio Huaire luego se afilió al partido Unión por el Perú y postuló nuevamente al Congreso de la República en las elecciones parlamentarias del 2021, sin embargo, su candidatura quedó excluida de la carrera electoral.